# 阮福暘
阮福暘（グエン・フック・ズオン、Nguyễn Phúc Dương、生年不詳 - 1777年）は、ベトナムの広南国の国王。

## 経歴
阮福昊の子として生まれた。1775年、阮福淳の譲位を受けて即位し、新政王（あるいは親政王）と自称した。阮福淳を太上王とした。
1777年7月、西山朝の軍隊が巴越を攻撃してくると、大臣の宋福和が軍を率いて西山党と戦い、いったんは勝利をおさめた。8月、阮文恵が香堆を攻撃してくると、阮福暘と阮福淳は大臣たちと図って平順に逃亡した。広南国の将軍たちはみな逃亡してしまい、阮福暘と阮福淳は宋福和ら18人の大臣とともに殺害された。
1803年、かれの従兄弟の阮福映が阮朝を建国すると、恭敏英断玄黙偉文穆王（Cung Mẫn Anh Đoán Huyền Mặc Vĩ Văn Mục Vương）と追諡された。